# 스마트 (자동차)
스마트(영어: Smart)는 스위스의 스와치 그룹(영어: Swatch Group)과 독일의 메르세데스-벤츠 그룹 AG가 합작으로 1994년 독일 바덴뷔르템베르크주지방의 뵈블링엔(독일어: Böblingen)에 설립한 고급 자동차 브랜드이다. 현재는 독일 메르세데스-벤츠 그룹 AG의 계열사이다.

## 역사
당시 스위스의 시계 제조사인 스와치 그룹(영어: Swatch Group)이 자동차 제조 사업을 위해 사업에 진출했다.
최초로 폭스바겐 AG와 파트너를 선정했지만, 협상이 결렬되었다. 이후 소형 자동차에 관심을 가지고 있었던 다임러 AG와 협력 계약을 맺으면서 스와치 그룹(영어: Swatch Group)이 49% 다임러 AG가 51%를 보유하는 전제 조건 하에 1994년에 합작사인 마이크로 컴팩트카(독일어: Micro Compact Car AG, MCC)를 설립했다. 같은 해 프랑스 로렌주 함바흐에 자동차 제조 공장인 스마트빌(영어: Smartville)을 설립했다. 1997년에 프랑크푸르트 모터쇼에서 첫 모델인 스마트 포투를 선보이면서 큰 호평을 받았다. 하지만 높은 제조 원가와 시험 주행의 실패로 인해 적자가 지속되면서, 당시 스와치 그룹(영어: Swatch Group)이 지분 30%를 매각했다. 1998년에 함바흐 공장에서 자동차를 생산하기 시작했다. 같은 해 스와치 그룹(영어: Swatch Group)이 지분 19%를 다임러 AG에 매각했다. 2002년에 MCC에서 현재의 사명으로 변경했다. 2006년에 메르세데스-벤츠에 인수되면서 현재에 이르고 있다.
2019년에 저장지리홀딩그룹이 지분의 절반을 인수하여 합작 체제가 부활했으며, 생산지도 중국으로 모두 옮겼다. 기존 생산 기지였던 함바흐 공장은 영국의 석유화학 기업인 이네오스에 매각했으며, 이네오스는 자동차 제조 사업 진출을 선언하고 함바흐 공장에서 첫 SUV인 이네오스 그레나디어를 생산하기로 했다.

## 같이 보기
- 르노 트위지